# Giải cờ vua Liên khu vực
Giải cờ vua Liên khu vực (tiếng Anh: Interzonal) là những giải đấu cờ vua do Liên đoàn cờ vua thế giới (FIDE) tổ chức từ thập niên 1950 đến thập niên 1990. Nó nằm trong hệ thống của Giải vô địch cờ vua thế giới tổ chức mỗi ba năm, diễn ra sau các giải đấu khu vực và trước Giải đấu Ứng viên. Kể từ năm 2005, Cúp cờ vua thế giới có vai trò tương tự như giải Liên khu vực.

## Các giải đấu Khu vực
Trong năm đầu tiên của một giải vô địch thế giới, mỗi liên đoàn thành viên của FIDE tổ chức giải vô địch quốc gia, lựa chọn những kỳ thủ đứng đầu tham dự giải khu vực. Thế giới được chia thành nhiều khu vực khác nhau, mỗi khu vực gồm nhiều quốc gia gần nhau về mặt địa lý. Ví dụ ban đầu thì các quốc gia Nam Mỹ và Trung Mỹ là một khu vực. Riêng Liên Xô, Mỹ và Canada được đặc cách là các khu vực riêng.

## Các giải đấu Liên khu vực
Các kỳ thủ hàng đầu của các giải Khu vực sẽ lọt vào giải Liên khu vực. Ban đầu giải có từ 20 đến 24 kỳ thủ. Những kỳ thủ xếp đầu (ví dụ năm 1958 lấy 6 người) sẽ giành quyền vào chơi Giải đấu Ứng viên, diễn ra vào năm tiếp theo. Cùng với đương kim á quân thế giới và đương kim á quân giải Ứng viên, họ thi đấu chọn ra nhà vô địch là nhà thách đấu chức vô địch thế giới. Nhà thách đấu sẽ chơi một trận đấu 24 ván với đương kim vua cờ vào năm tiếp theo và phải thắng mới đoạt được ngôi, còn vua cờ nếu hòa cũng có thể giữ ngôi.
Ví dụ, tại Giải vô địch cờ vua thế giới 1963 có tất cả chín giải đấu khu vực. Mỗi giải có từ một đến bốn kỳ thủ lọt vào giải Liên khu vực, tùy thuộc vào sức cờ của mỗi khu vực. Tổng cộng 23 kỳ thủ dự giải Liên khu vực, thi đấu từ tháng 1 đến tháng 3 năm 1962. Sáu kỳ thủ dẫn đầu lọt vào giải đấu Ứng viên, cùng á quân thế giới Tal (thua Botvinnik ở trận tranh ngôi năm 1961) và á quân giải Ứng viên 1959 Keres chơi vòng tròn bốn lượt trong tháng 5 và tháng 6 năm 1962. Nhà vô địch Petrosian được chơi trận tranh ngôi với Botvinnik năm 1963.
Vào thời đó mỗi chu kỳ Giải vô địch thế giới là ba năm nên các giải Liên khu vực cũng được tổ chức đều đặn xấp xỉ mỗi ba năm từ 1948 đến 1993 (1948, 1952, 1955, 1958, 1962, 1964, 1967, 1970, 1973, 1976, 1979, 1982, 1985, 1987, 1990 và 1993). Tuy nhiên, từ năm 1972 thì hệ thống này bộc lộ những nhược điểm. Số lượng kỳ thủ hàng đầu tăng lên cùng với việc cờ vua ngày càng phổ biến và chi phí tổ chức những giải đấu này trở nên quá lớn. Việc gom tất cả các kỳ thủ hàng đầu vào một giải đấu vòng tròn trở nên không thực tế. Vì vậy vào năm 1973, hệ thống này được đổi thành hai giải Liên khu vực (với ba kỳ thủ xếp đầu lọt vào giải đấu Ứng viên). Năm 1982, hệ thống tăng lên ba giải đấu Liên khu vực, với hai kỳ thủ hàng đầu có vé dự giải đấu Ứng viên. Khi các kỳ thủ tham gia tăng thêm thì giải Liên khu vực được tổ chức là một giải đấu hệ Thụy Sĩ duy nhất vào năm 1990 và 1993.
Giải Liên khu vực cuối cùng do FIDE tổ chức vào năm 1993. Tổ chức Hiệp hội Cờ vua Chuyên nghiệp với thời gian tồn tại ngắn ngủi cũng tổ chức được một giải Liên khu vực vào năm 1993.

## Cúp cờ vua thế giới
Khi làng cờ thế giới chia rẽ, FIDE quyết định thay đổi tổ chức hệ thống Giải vô địch thế giới thì các giải Liên khu vực không còn tồn tại. Từ 1998 đến 2004 các giải vô địch thế giới là một giải đấu loại trực tiếp.
Năm 2005, Cúp cờ vua thế giới ra đời với một số nét tương đồng với giải Liên khu vực: kỳ thủ giành quyền tham dự qua các giải đấu khu vực và châu lục, cùng một số kỳ thủ hàng đầu có suất tham dự trực tiếp. Các kỳ thủ dẫn đầu (hiện tại là hai kỳ thủ vào đến chung kết) lọt vào giải đấu Ứng viên. Như vậy số lượng ít hơn một giải Liên khu vực là 6 kỳ thủ hoặc nhiều hơn.